# Ardrossan Shipbuilding Company
Die Schiffswerft Ardrossan Shipbuilding Company in Ardrossan, North Ayrshire, Schottland bestand von 1842 bis 1969.

## Geschichte
Gegründet wurde die Werft 1842 als Barr and Shearer von John Barr und James Shearer. 1870 änderte man den Namen in Ardrossan Shipbuilding Co. Im Jahr 1889 baute man die bemerkenswerte Doppelschrauben-Dampfyacht Ormea. Nachdem das Unternehmen 1891 in die Limited-Gesellschaft Ardrossan Dockyard Ltd umgewandelt worden war, löste man diese schon acht Jahre darauf wieder auf, woraufhin die Werft ab 1899 unter der neugegründeten Gesellschaft Ardrossan Dry Dock & Shipbuilding Company Ltd. weiterarbeitete.
Während des Ersten Weltkriegs baute man die Werft stark aus und beschäftigte 2300 Mitarbeiter. Im Jahr 1916 stellte man den neuen Bauplatz South Yard fertig und verfügte damit über fünf Bauhellinge. In den Jahren 1914 bis 1918 stellte man neben einigen Minensuchern und anderen kleinen Kriegsschiffen auch zwei Typ „H“ Standard-Colliers und einen Standard-Küstenfrachter fertig.
Ab 1919 übernahm Harland and Wolff im Auftrag der Royal Mail Group die Geschäftsführung der Werft. Im Jahr 1925 wurde wieder ein neues Betreiberunternehmen, die Ardrossan Dockyard Ltd., gegründet. Die Kontrolle über das neue Unternehmen wurde später an die zur Royal Mail Group gehörende Coast Lines Ltd. und das Schiffsmaschinenbauunternehmen John G. Kincaid and Company aus Greenock, Schottland übertragen. 1930 wurde Ardrossans South Yard aber aufgrund der Weltwirtschaftskrise von der National Shipbuilders Security aus London erworben, und geschlossen.
Während des Zweiten Weltkriegs wurde die Werft reaktiviert und baute Trawler und Netzleger für die Admiralität sowie acht Küstenfrachter für die Coast Lines und eine Reihe weiterer Schiffe für staatliche Rechnung.
In der Nachkriegszeit bis in die 1950er Jahre lieferte die Werft eine Reihe kleiner Linienfrachter an hauptsächlich spanische, aber auch andere Abnehmer in Europa. Darüber hinaus erstellte die Werft eine Clyde-Fähre. Zu Beginn der 1960er Jahre veräußerte man South Yard an einen Schiffsreparaturbetrieb. 1962 erwarb Archibald D. Kelly das Unternehmen mit dem verbleibenden North Yard und dem Trockendock und versuchte es zu modernisieren. 1969 schloss der Betrieb jedoch endgültig.